# Armando Dellantonio
Armando Dellantonio (Gries, 19 gennaio 1925 – febbraio 2022) è stato uno schermidore italiano, specializzato nella spada. Ha vinto una medaglia d'oro ai Campionati mondiali di scherma.